# سامر علاوي
سامر علاوي صحفي فلسطيني ومراسل قناة الجزيرة في أفغانستان. ولد سامر سنة 1966 نابلس.
إعتقلت سلطات الإحتلال الإسرائيلية سامر إثر قضائه لإجازته في بلدته في نابلس بتهمة الإنتماء لحركة حماس، ثم أفرجت عنه بعد 49 يوماً من التحقيق.